# Kaleidoszkóp (optikai játék)

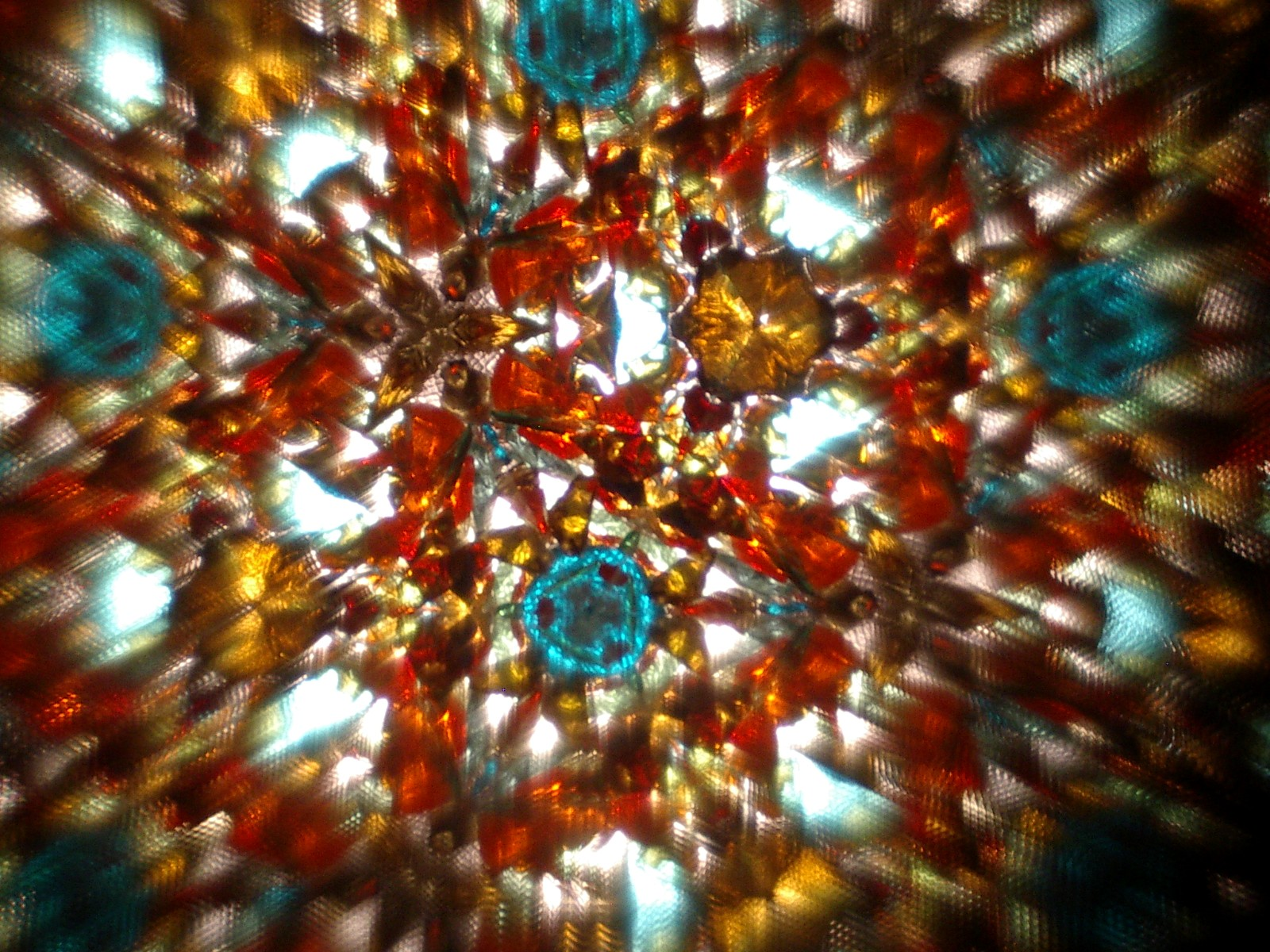

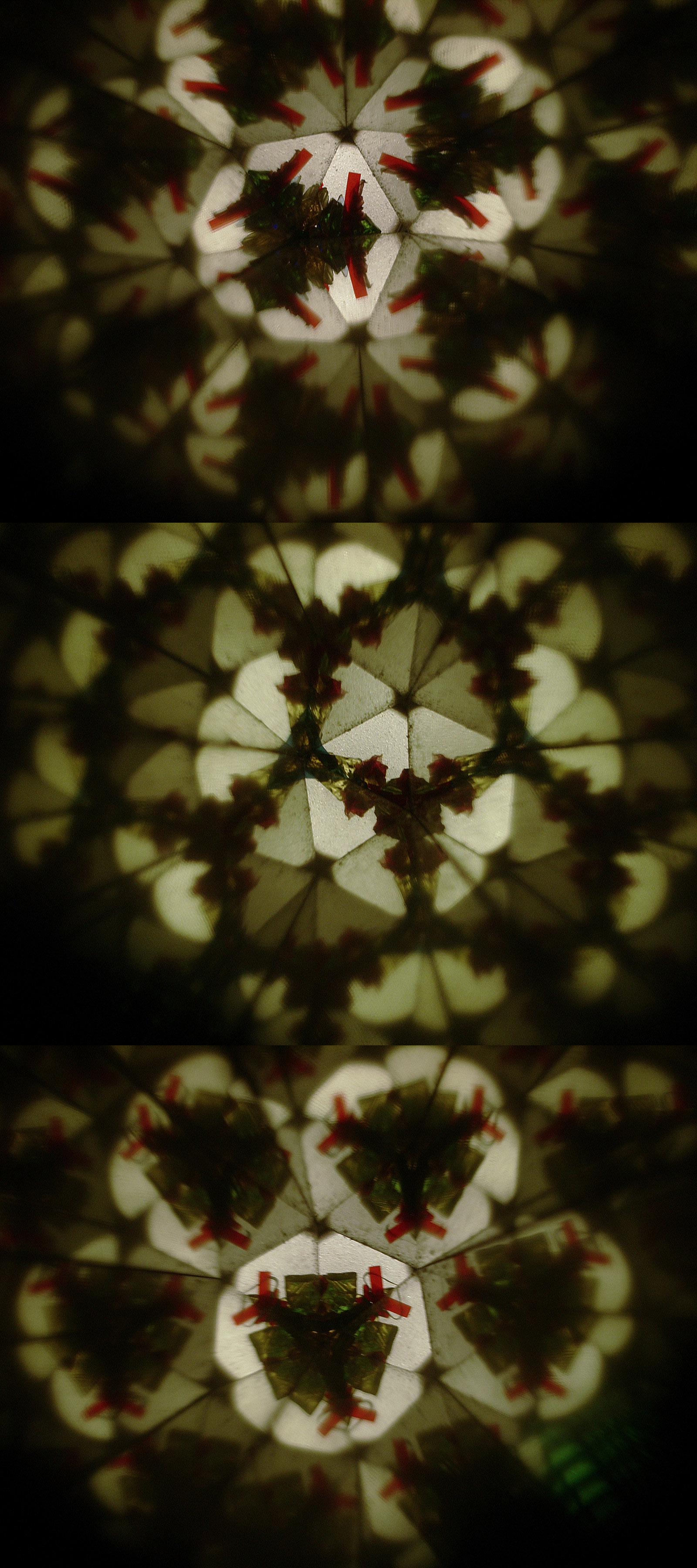

A kaleidoszkóp (görög; a kalosz, az eidosz és a -szkóp összetétele: „szép formákat néző”) egy optikai játék. Néhány szimmetrikusan elhelyezett tükör egy csőbe helyezve megsokszorozza az apró csillogó színes tárgyak képét. A kép a kaleidoszkóp forgatásával végtelen variációkban változtatható, innen az átvitt értelmű jelentés: színesen kavargó változások gyors egymásutánja. Már az ókori görögök is ismerték, 1816-ban pedig David Brewster skót fizikus újra feltalálta, és 1817-ben szabadalmaztatta is. Brewster a  kristályok fénytörését egy tükröző fémcsövön keresztül vizsgálva bukkant erre a jelenségre.

## Elnevezés, etimológia

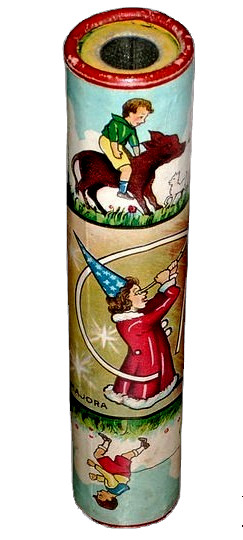
Kaleidoszkóp gyermekjáték

A szó a görög nyelvből származik, jelentése: szép formát látni. 
A három szó egyenként: καλός (kalosz) szép, εἴδος (eidosz) forma, alak és σκοπέω (szkopeó) nézni, látni.

A görög elnevezés nem az ókorban született, Brewster adta találmányának ezt a nevet.

## Története
A kaleidoszkópot Sir David Brewster találta fel 1816-ban, amikor a fény polarizációjával folytatott kísérleteket. 1817-ben szabadalmaztatta. Az eredeti terve egy olyan cső volt, amelynek van pár tükör az egyik végén és pár átlátszó lemez a másikon, a kettő között pedig gyöngyök. Eredetileg tudományos eszköznek tervezte, de úgy terjedt el, mint egy játék. Brewster azt hitte, hogy bevételt szerezhet népszerű találmányából, azonban ez nem sikerült, hiszen a kaleidoszkópot mások szabadon másolhatták.
Cozy Baker kaleidoszkópokat gyűjtött, és írt egy könyvet néhány készítőről az 1970-es évektől 2000-ig. 1999-ben egy rövid életű magazin, a Kaleidoscopes Review művészeket, gyűjtőket, eladókat és eseményeket mutatott be a kaleidoszkópokkal kapcsolatban. A magazint Brett Bensley hozta létre, aki abban az időben nagyon ismert kaleidoszkópművész volt.
A kaleidoszkóphoz kapcsolódik a hiperbolikus geometria.

## Kiegészítő irodalom
- Irodalmi és filozófiai megjegyzések. (angolul)
- A kaleidoszkóp története. (angolul)

## További kiegészítések
- How to make a Kaleidoscope  Archiválva 2007. szeptember 15-i dátummal a Wayback Machine-ben Hogy készítsünk kaleidoszkópot? (angolul)
- Digitális kaleidoszkóp  Kaleidica (angolul)
- Kaleidoszkóp-tükrözéses dizájn Archiválva 2010. április 20-i dátummal a Wayback Machine-ben
- Kaleider Digitalis képtár
- PhotoEchoes Digitalis kaleidoszkóp
- Kaleidoscope Shop Több mint 100 kaleidoszkóp-művészt képviselő bolt
- Szoftver kaleidoszkóp (Javascriptet és Flasht használ)